# Skaistkalnes pagasts
Skaistkalnes pagasts er en territorial enhed i Vecumnieku novads i Letland. Pagasten havde 1.314 indbyggere i 2010 og omfatter et areal på 106,10 kvadratkilometer. Hovedbyen i pagasten er Skaistkalne.